# Кодекс о браке и семье
Кодекс о браке и семье (КоБС) — свод законов, регулирующих личные и имущественные отношения, возникающие между супругами, между родителями и детьми, между другими членами семьи. Его принятие относилось к ведению союзных республик СССР, единого документа не существовало. Все союзные республики приняли указанные законы в 1969—1970 годах.

## Даты принятия и вступления в законную силу
- РСФСР — принят 30 июля 1969 г., вступил в законную силу с 1 ноября 1969 г.[1]
- УССР — принят 20 июня 1969 г., вступил в законную силу с 1 января 1970 г.[2]
- БССР — принят 13 июня 1969 г., вступил в законную силу с 1 ноября 1969 года.[3]
- Латвийская ССР — принят 18 апреля 1969 года, вступил в законную силу с 1 октября 1969 г.[4]